# Twój na zawsze (film 2005)
Twój na zawsze (ang. One Last Thing...) – amerykański komediodramat z 2005 roku w reżyserii Alexa Steyermarka. Wyprodukowany przez Magnolia Pictures.
Premiera filmu miała miejsce 12 września 2005 roku podczas 30. Międzynarodowego Festiwalu Filmowego w Toronto. Osiem miesięcy później premiera filmu odbyła się 5 maja 2006 roku w Stanach Zjednoczonych.

## Opis fabuły
Akcja filmu rozgrywa się w Pensylwanii. Nastoletni Dylan (Michael Angarano) cierpi na śmiertelną chorobę. Chce wykorzystać czas, jaki mu pozostał. Jednym z jego marzeń jest weekend z modelką Nikki Sinclaire, lecz ona nie ma dla niego wiele czasu. Dylan zbiera pieniądze na podróż do Nowego Jorku, gdzie mieszka jego wybranka.

## Obsada
- Michael Angarano jako Dylan Jameison
- Cynthia Nixon jako Carol Jameison
- Sunny Mabrey jako Nikki Sinclaire
- Gina Gershon jako Arlene
- Johnny Messner jako Jason O'Malley
- Wyclef Jean jako Emmett Ducasse
- Gideon Glick jako Slap
- Matt Bush jako Ricky
- Ethan Hawke jako Earl Jameison

i inni